# Lenora, Kansas
Lenora är en ort i Norton County i Kansas. Vid 2010 års folkräkning hade Lenora 250 invånare.